# Américo Paredes
Américo Paredes (Uruguay, 29 de septiembre de 1946) es un exfutbolista uruguayo que jugaba como delantero.  

## Trayectoria
Inició su carrera como futbolista en Nacional, equipo con quien disputó algunos partidos entre 1964 y 1965 del Torneo Competencia y del Torneo Fermín Garicoits 1965, certamen que ganó con el conjunto tricolor.
Luego pasó al Rampla Juniors, equipo con que logró la novena ubicación en el Campeonato Uruguayo 1969. De 1970 a 1972 defendió los colores del Bella Vista, siempre en la máxima categoría del fútbol uruguayo.
A la temporada siguiente bajó una categoría, para defender los colores de Fénix en la Segunda división, logrando coronarse como campeón y goleador de la categoría. En el Campeonato de Primera División 1974 obtuvo el 8° lugar con su club.
En la temporada 1975 fue fichado por el New York Cosmos de la NASL estadounidense, con quienes llegó a semifinales del playoff del torneo, perdiendo en dicha instancia ante los futuros campeones Tampa Bay Rowdies.
Luego de su experiencia en Estados Unidos, en 1976 se trasladó hacia Ecuador, en donde defendió la camiseta de Emelec, con quien logró el 2° puesto en el Campeonato Ecuatoriano de Fútbol 1976, empatando dicho lugar con Deportivo Cuenca.
En 1978 volvió a cambiar de país, esta vez trasladándose a Perú para defender los colores de Universitario de Deportes, obteniendo el subcampeonato del Campeonato Descentralizado 1978, a un punto del campeón Alianza Lima.
Para 1979 es refuerzo del Olimpia paraguayo, cuadro que obtuvo el Campeonato Paraguayo y la Copa Libertadores de esa temporada. Sin embargo, a mitad de año emigra nuevamente, esta vez a Chile para jugar por el Green Cross-Temuco, y luego a la temporada siguiente, firmar por Everton del mismo país. Con el conjunto ruletero, disputó un partido amistoso ante la Selección uruguaya, el 4 de marzo de 1980. Precisamente en el equipo viñamarino, puso fin a su carrera futbolística, a finales de ese mismo año 1980.

## Clubes
| Club                      | País           | Año       |
| ------------------------- | -------------- | --------- |
| Nacional                  | Uruguay        | 1964-1968 |
| Rampla Juniors            | Uruguay        | 1969      |
| Bella Vista               | Uruguay        | 1970-1972 |
| Fénix                     | Uruguay        | 1973-1974 |
| New York Cosmos           | Estados Unidos | 1975      |
| Emelec                    | Ecuador        | 1976-1977 |
| Universitario de Deportes | Perú           | 1978      |
| Olimpia                   | Paraguay       | 1979      |
| Green Cross-Temuco        | Chile          | 1979      |
| Everton                   | Chile          | 1980      |

## Palmarés

### Campeonatos nacionales
| Título                  | Club     | País     | Año  |
| ----------------------- | -------- | -------- | ---- |
| Torneo Fermín Garicoits | Nacional | Uruguay  | 1965 |
| Segunda División        | Fénix    | Uruguay  | 1973 |
| Primera División        | Olimpia  | Paraguay | 1979 |

### Campeonatos internacionales
| Título            | Club    | Sede                    | Año  |
| ----------------- | ------- | ----------------------- | ---- |
| Copa Libertadores | Olimpia | Asunción y Buenos Aires | 1979 |

### Distinciones individuales
| Distinción                                                  | Año  |
| ----------------------------------------------------------- | ---- |
| Máximo goleador de la Segunda División de Uruguay (9 goles) | 1973 |